# スーザンズガール
スーザンズガール（Susan's Girl、1969年 - 1988年）は、アメリカ合衆国のサラブレッドの競走馬、および繁殖牝馬。1972年のケンタッキーオークスなどで優勝したほか、グレード制導入直後のアメリカでG1競走を8勝し、アメリカ調教の牝馬としては初の100万ドルホースとなった。1976年にアメリカ競馬殿堂入りを果たした。

## 経歴

### 若駒時代
フープジュニアなどの馬主であったフレッド・ウィリアム・フーパーが、フロリダ州オクラにある自身の牧場で生産したサラブレッドの牝馬である。スーザンズガールは2歳になった1971年に競走馬としてデビューした。デビューで戦ではいいところを見せられなかったが、3戦目にして初勝利を得ると、5戦目に挑んだシグネチュアステークスで初のステークス競走勝ちを収めた。
その1週間後に出走したアディロンダックステークスで、スーザンズガールはその後何度も戦うことになるナンバードアカウントと初対決した。このときは双方とも敗れているが、その後も牝馬路線において何度か対戦することになる。両馬は10月のガーデニアステークス、11月のデモワゼルステークスで対決し、ともにスーザンズガールが2着に敗れている。
年が明けた3歳シーズン、スーザンズガールはナンバードアカウントとは別の路線をたどったため、しばらく対決することはなかった。前年末のヴィレッジャーステークスからラトロワンヌステークスまで5連勝を飾り、続くケンタッキーオークスでも1番人気の支持に応えて優勝した。（当時の）アメリカ牝馬三冠の第1戦エイコーンステークスでも優勝して連勝を7に伸ばしたが、続くマザーグースステークスで2着に敗れて記録はストップした。
同年の9月、ベルモントパーク競馬場のベルデイムステークスにおいて、スーザンズガールはナンバードアカウントと対決し、スーザンズガールは初めて同馬を相手に勝ちを手にした。この年、エクリプス賞最優秀3歳牝馬に選出されている。

### 古馬時代
1973年よりアメリカ各地の競馬場でグレード制が導入されるようになった。それまでスーザンズガールは東海岸地区の競馬を中心に出走していたが、この年以降は西海岸地区の競馬への出走も多くなった。
年初の出だしこそ不調であったが、2月のサンタマリアハンデキャップでグレード競走初勝利を収め、翌戦のサンタマルガリータインビテーショナルハンデキャップで初G1制覇を成し遂げた。同年はこのほか、西海岸でサンタバーバラハンデキャップ、東海岸でデラウェアハンデキャップに優勝し、エクリプス賞の最優秀古牝馬として選出された。
しかし翌年1974年の2月、スーザンズガールは左前脚を骨折して休養に入らざるを得なくなった。当時の有名な獣医
であったロバート・コープランによって骨の破片が摘出され、その後故郷のフロリダに戻って休養に入った。牧場の近くにはウィアー湖という湖があり、スーザンズガールは2か月ほどの間、この湖で泳がせて訓練されていた。
およそ9か月の休養期間を経て、スーザンズガールは競走馬として復帰した。復帰からまもなくフォールズシティハンデキャップで優勝、その健在ぶりを見せ付けた。翌年も好調を保ち、レコード記録で優勝したマッチメーカーステークスをはじめに17戦して7勝（うち重賞5勝）・2着4回・3着5回と大いに賞金を積み上げ、アメリカの競走馬として初の100万ドルを稼いだ牝馬となった。
この年を以て引退し、フーパーの牧場で繁殖牝馬となった。引退の翌年、アメリカ競馬名誉の殿堂博物館はその競走成績を評価して、スーザンズガールを殿堂馬の1頭として加えることを発表している。

## 引退後
スーザンズガールの産んだ産駒の代表的なものに、2歳時にシャンペンステークスなどG1を3勝した1980年生のコープラン（牡馬・父トライジェット）がいる。同馬の名前は、スーザンズガールが治療を受けたコープラン医師にちなんで名付けられたものであった。この他にはあまり目立った産駒はなく、また牝系子孫は残っているものの、これといった大物はまだ出現していない。
1988年10月18日、スーザンズガールは同牧場内で死亡した。

## 評価

### 主な勝鞍
アメリカ競馬のグレード制導入は1973年より。それ以前の競走には格はつけられていない。格付けは当時のもの。
1971年（2歳） 13戦5勝
シグネチュアステークス、ヴィレッジャーステークス
2着 - フリゼットステークス、デモワゼルステークス、ガーデニアステークス
1972年（3歳） 13戦9勝
ケンタッキーオークス、エイコーンステークス、パサデナステークス、コーティリョンハンデキャップ、サンタスザーナステークス、サンタイネスステークス、ラトロワンヌステークス、ベルデイムステークス、ガゼルステークス
1973年（4歳） 14戦6勝
サンタマルガリータインビテーショナルハンデキャップ (G1)、サンタバーバラハンデキャップ (G1)、デラウェアハンデキャップ (G1)、スピンスターステークス (G1)、サンタマリアハンデキャップ (G2)、サスケハナハンデキャップ (G2)
2着 - ロングビーチハンデキャップ (G2)、ミレイディハンデキャップ (G2)
1974年（5歳） 6戦2勝
フォールズシティハンデキャップ (G3)
2着 - サンタモニカハンデキャップ (G2)
1975年（6歳） 17戦7勝
マッチメーカーステークス (G1)、デラウェアハンデキャップ (G1・2回目)、ベルデイムステークス (G1・2回目)、スピンスターステークス (G1・2回目)、ロングビーチハンデキャップ (G2)、アップルブロッサムハンデキャップ
2着 - サンタマルガリータハンデキャップ (G1)、ヴァニティハンデキャップ (G1)、ウィルシャーハンデキャップ (G3)

### 年度代表馬
- 1972年 - エクリプス賞最優秀3歳牝馬
- 1973年 - エクリプス賞最優秀古牝馬
- 1975年 - エクリプス賞最優秀古牝馬

### 表彰
- 1976年 - アメリカ競馬名誉の殿堂博物館により、殿堂馬として選定される。
- 1999年 - ブラッド・ホース誌の選ぶ20世紀のアメリカ名馬100選において、第51位に選ばれる。
- デラウェアパーク競馬場に、スーザンズガールの名を冠した「スーザンズガールブリーダーズカップステークス」が創設される。

## 血統表
| スーザンズガールの血統（ブランドフォード系 / Stimulus 5x5=6.25%、 Teddy 父内5x5=6.25%） | スーザンズガールの血統（ブランドフォード系 / Stimulus 5x5=6.25%、 Teddy 父内5x5=6.25%） | スーザンズガールの血統（ブランドフォード系 / Stimulus 5x5=6.25%、 Teddy 父内5x5=6.25%） | （血統表の出典） | （血統表の出典） |
| 父 Quadrangle 1961 鹿毛 アメリカ                                                        | 父の父Cohoes 1954 鹿毛 アメリカ                                                         | Mahmoud                                                                                 | Blenheim         | Blenheim         |
| 父 Quadrangle 1961 鹿毛 アメリカ                                                        | 父の父Cohoes 1954 鹿毛 アメリカ                                                         | Mahmoud                                                                                 | Mah Mahal        |                  |
| 父 Quadrangle 1961 鹿毛 アメリカ                                                        | 父の父Cohoes 1954 鹿毛 アメリカ                                                         | Belle of Troy                                                                           | Blue Larkspur    | Blue Larkspur    |
| 父 Quadrangle 1961 鹿毛 アメリカ                                                        | 父の父Cohoes 1954 鹿毛 アメリカ                                                         | Belle of Troy                                                                           | La Troienne      |                  |
| 父 Quadrangle 1961 鹿毛 アメリカ                                                        | 父の母Tap Day 1947 鹿毛 アメリカ                                                        | Bull Lea                                                                                | Bull Dog         | Bull Dog         |
| 父 Quadrangle 1961 鹿毛 アメリカ                                                        | 父の母Tap Day 1947 鹿毛 アメリカ                                                        | Bull Lea                                                                                | Rose Leaves      |                  |
| 父 Quadrangle 1961 鹿毛 アメリカ                                                        | 父の母Tap Day 1947 鹿毛 アメリカ                                                        | Scurry                                                                                  | Diavolo          | Diavolo          |
| 父 Quadrangle 1961 鹿毛 アメリカ                                                        | 父の母Tap Day 1947 鹿毛 アメリカ                                                        | Scurry                                                                                  | Slapdash         |                  |
| 母 Quaze 1957 栗毛 アメリカ                                                             | 母の父Quibu 1942 鹿毛 アルゼンチン                                                      | Meadow                                                                                  | Fairway          | Fairway          |
| 母 Quaze 1957 栗毛 アメリカ                                                             | 母の父Quibu 1942 鹿毛 アルゼンチン                                                      | Meadow                                                                                  | Silver Mist      |                  |
| 母 Quaze 1957 栗毛 アメリカ                                                             | 母の父Quibu 1942 鹿毛 アルゼンチン                                                      | Querendona                                                                              | Diadochos        | Diadochos        |
| 母 Quaze 1957 栗毛 アメリカ                                                             | 母の父Quibu 1942 鹿毛 アルゼンチン                                                      | Querendona                                                                              | Querella         |                  |
| 母 Quaze 1957 栗毛 アメリカ                                                             | 母の母Heavenly Sun 1952 栗毛 アメリカ                                                   | Olympia                                                                                 | Heliopolis       | Heliopolis       |
| 母 Quaze 1957 栗毛 アメリカ                                                             | 母の母Heavenly Sun 1952 栗毛 アメリカ                                                   | Olympia                                                                                 | Miss Dolphin     |                  |
| 母 Quaze 1957 栗毛 アメリカ                                                             | 母の母Heavenly Sun 1952 栗毛 アメリカ                                                   | Daffy                                                                                   | The Porter       | The Porter       |
| 母 Quaze 1957 栗毛 アメリカ                                                             | 母の母Heavenly Sun 1952 栗毛 アメリカ                                                   | Daffy                                                                                   | Lady Pike F-No.7 |                  |

父クァドラングルは1964年のベルモントステークス優勝馬で、種牡馬として同馬のほかにもスマートアングル（1977年生・フリゼットステークスなど）などを出している。母クェイズはケンタッキーオークス2着の経験がある牝馬で、スーザンズガールのほかにクェイズキルト（1971年生・ケンタッキーオークスなど）も産んでいる。

## 備考
1. ↑  アメリカ国外では、アメリカ産のダリアとアレフランスがすでに100万ドル以上を稼ぎだしていたが、それまでアメリカ国内ではまだそのような馬は出現していなかった。